# Jan Látal
Jan Látal (* 25. srpna 1980 v Praze) je český dokumentární režisér, kameraman a scenárista.

## Život
Absolvent Katedry mediálních a interaktivních studií Literární akademie Josefa Škvoreckého v Praze a student Katedry dokumentární tvorby FAMU v Praze. Zakládající člen Družiny, kreativního studia zabývajícího se tvorbou veřejně prospěšných kampaní. Ve svých dokumentárních filmech hledá nové možnosti obsahového i formálního vyjádření. Autor prvního českého dokumentárního filmu natočeného 3D kamerou. Syn předního českého restaurátora Jiřího Látala, bratr výtvarnice Mariany Alasseur a vnuk etnografky a fotografky Jeleny Látalové (1921–2003).

## Ocenění
- 2012 Famufest (Praha), Cena za režii (film Jeden den v životě; za inovativnost a sílu konceptu).
- 2007 Festival Nadotek (Ústí nad Orlicí), Cena v kategorii dokumentárních filmů do 30 minut (film Jak dělá člověk).

## Filmografie

### Dokumentární filmy
- 2020 Tahle doba není pro nás - dokumentární portrét písničkáře Jana Nedvěda
- 2015 Kmeny, 30 min, scénář a režie; díly Rainbow a Hipsters
- 2014 Stanislav Gross – Upřímně, 26 min., scénář a režie; v rámci cyklu ČT Expremiéři
- 2014 Jiří Paroubek – 40 tváří, 26 min., scénář a režie; v rámci cyklu ČT Expremiéři
- 2013 Hradčany, 25 min., scénář a režie; v rámci cyklu ČT Celnice.
- 2012 Jeden den v životě, 16 min., scénář, kamera, zvuk a režie; portrét člověka skrze věci, které vlastní.
- 2012 Lepší život, 26 min., námět, scénář, kamera a režie; film vypráví příběhy čtyř migrantů a migrantek z Ukrajiny, Vietnamu, Kyrgyzstánu a Moldávie, kteří si vybrali Českou republiku jako místo, kde chtějí žít a pracovat.
- 2011 Paroubkové, 35 min., námět, scénář a režie; film pátrá po důvodech negativního mediálního obrazu bývalého premiéra ČR a předsedy ČSSD Jiřího Paroubka.
- 2011 Pro tebe, 9 min., režie; časosběrný záznam z interaktivní instalace Mariany Alasseur a Jana Látala.
- 2010 Kde domov můj?, 13 min., režie a scénář; trampská reportáž z jednoho podivuhodného výletu aneb lze přežít v české krajině bez jídla, peněz a oblečení?
- 2010 Poselství z Tučína – 3D, 9 min., námět, kamera, střih a režie; v prvním českém dokumentu natočeném 3D kamerou dostali obyvatelé jedné severomoravské vesnice příležitost poslat do vesmíru vzkaz, který představí jejich životy tady a teď.
- 2007 Jak dělá člověk, 16 min., kamera, střih a režie; kočka mňouká mňau, mňau, pes štěká haf haf a jak dělá člověk?

### Hudební klipy
- 2008 Ektor & Enemy – Vidim to jako včera, 2:52 min., kamera, střih a režie.
- 2008 Pio Squad – Chtěl bych, 3:54 min., kamera, střih a režie.

### Ostatní
- 2013 Šlapej taky…, 0:52 min.
- 2012 Víte, kdo vám doma uklízí?, 0:57 min.
- 2012 Zažij Vršovice jinak, 0:46 min.
- 2012 La película, 0:23 min.
- 2012 Co uděláme, když Mattonka opraví Kyselku?, 1:04
- 2011 Recyklovaný les, 2:03 min.
- 2011 Daruj krev, 0:44 min.